# Freginals (ort)
Freginals är en ort i Spanien.   Den ligger i provinsen Província de Tarragona och regionen Katalonien, i den östra delen av landet, 400 km öster om huvudstaden Madrid. Freginals ligger 129 meter över havet och antalet invånare är 397.
Terrängen runt Freginals är kuperad åt sydost, men åt nordväst är den platt. Runt Freginals är det ganska tätbefolkat, med 166 invånare per kvadratkilometer. Närmaste större samhälle är Tortosa, 15,7 km norr om Freginals. Trakten runt Freginals består till största delen av jordbruksmark.